# ويليام جي. روبنسون
ويليام جي. روبنسون (بالإنجليزية: William G. Robinson)‏ هو سياسي أمريكي، ولد في 10 مارس 1926، وتوفي في 19 ديسمبر 2011. حزبياً، نشط في الحزب الجمهوري. وقد انتخب عضو مجلس نواب ماساتشوستس.